# Дуейн Беррі (Цілком таємно)
«Дуейн Беррі» (англ. Duane Barry) — п'ята частина другого сезону серіалу «Цілком таємно» («Секретні матеріали»).

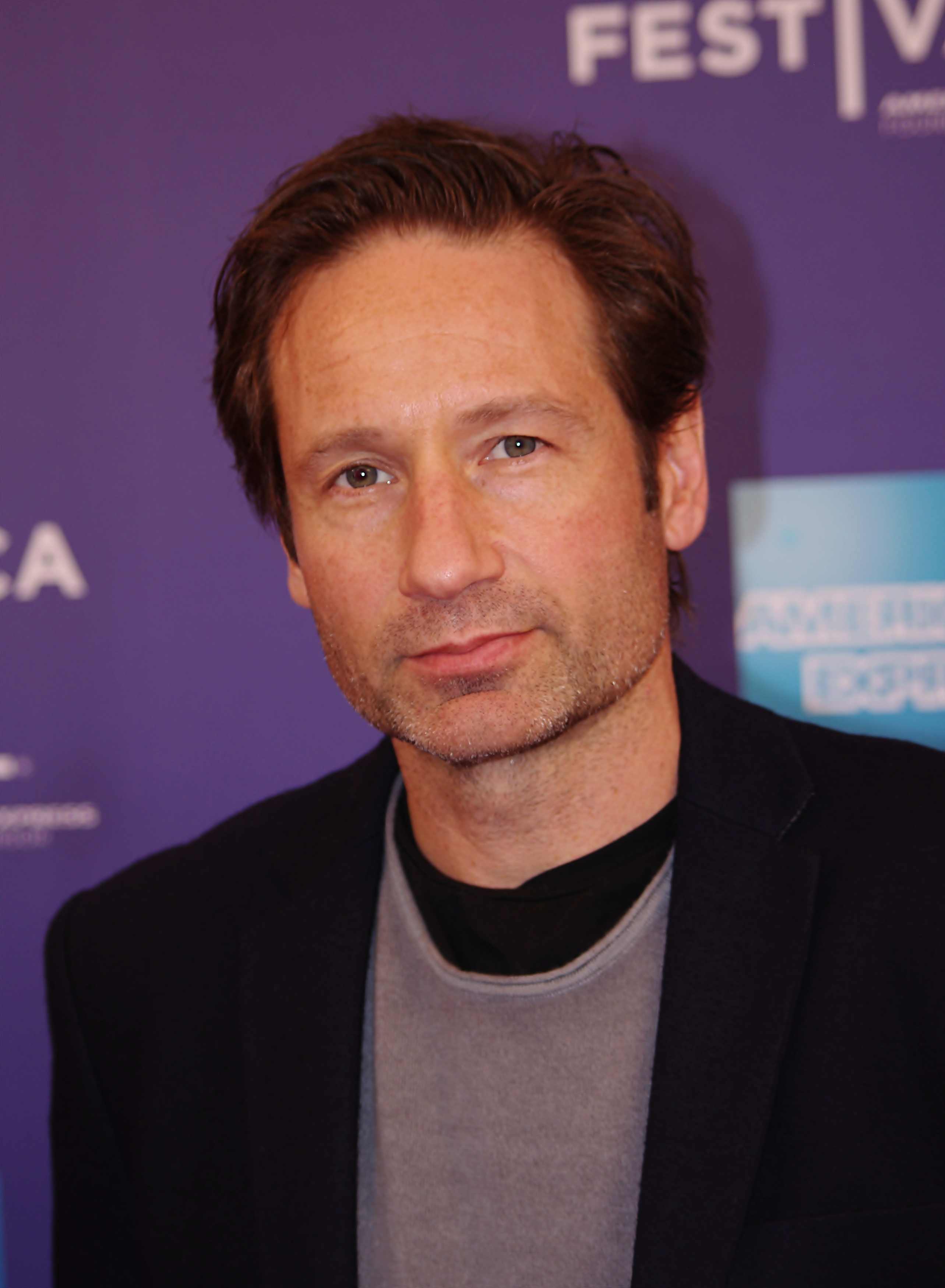

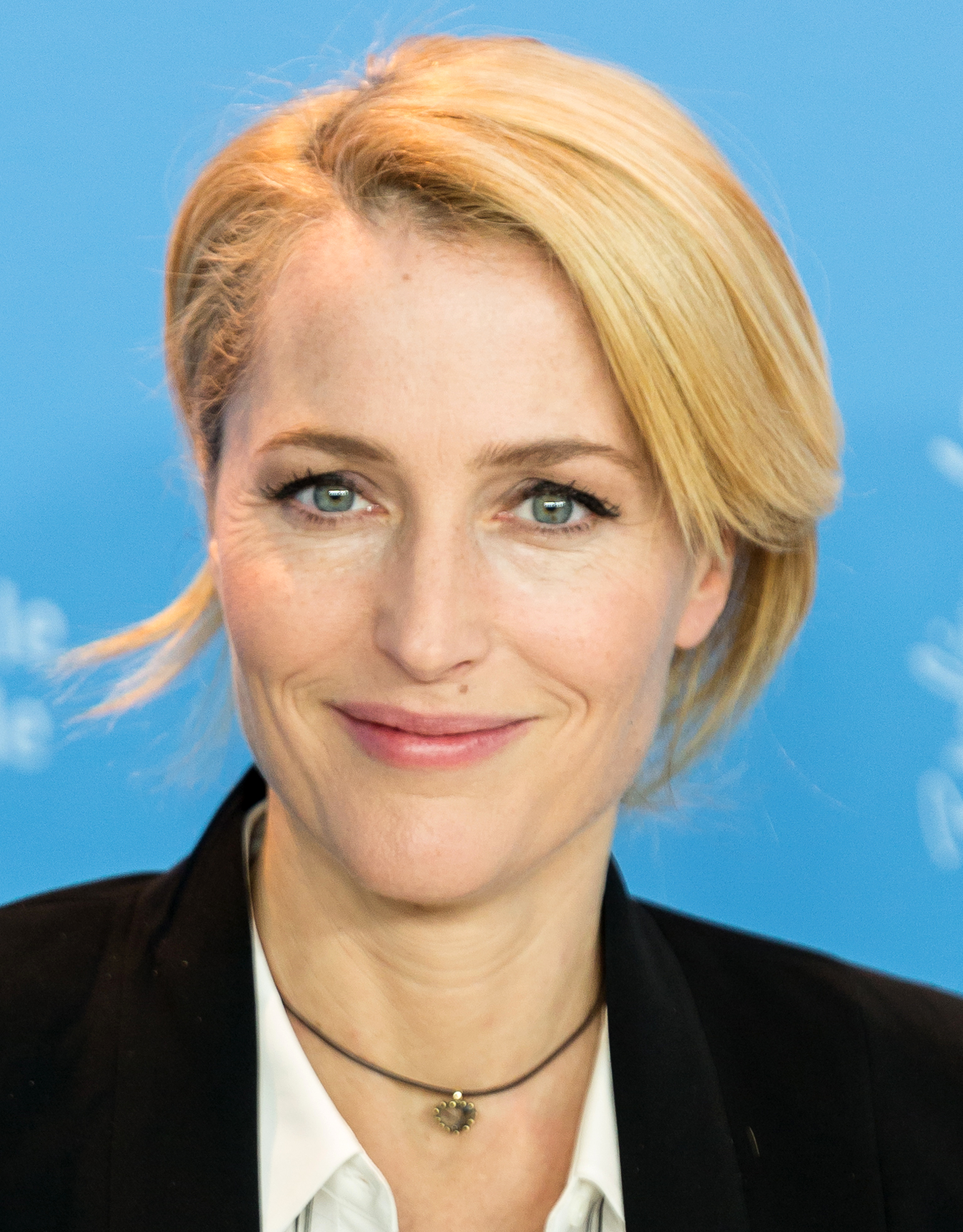

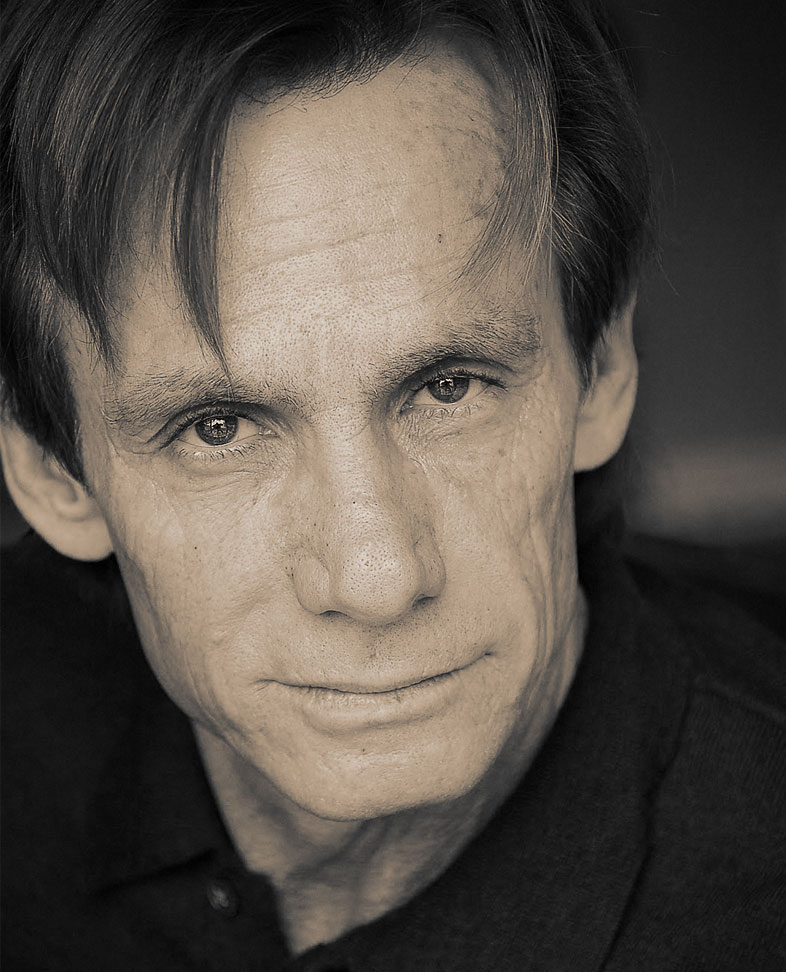

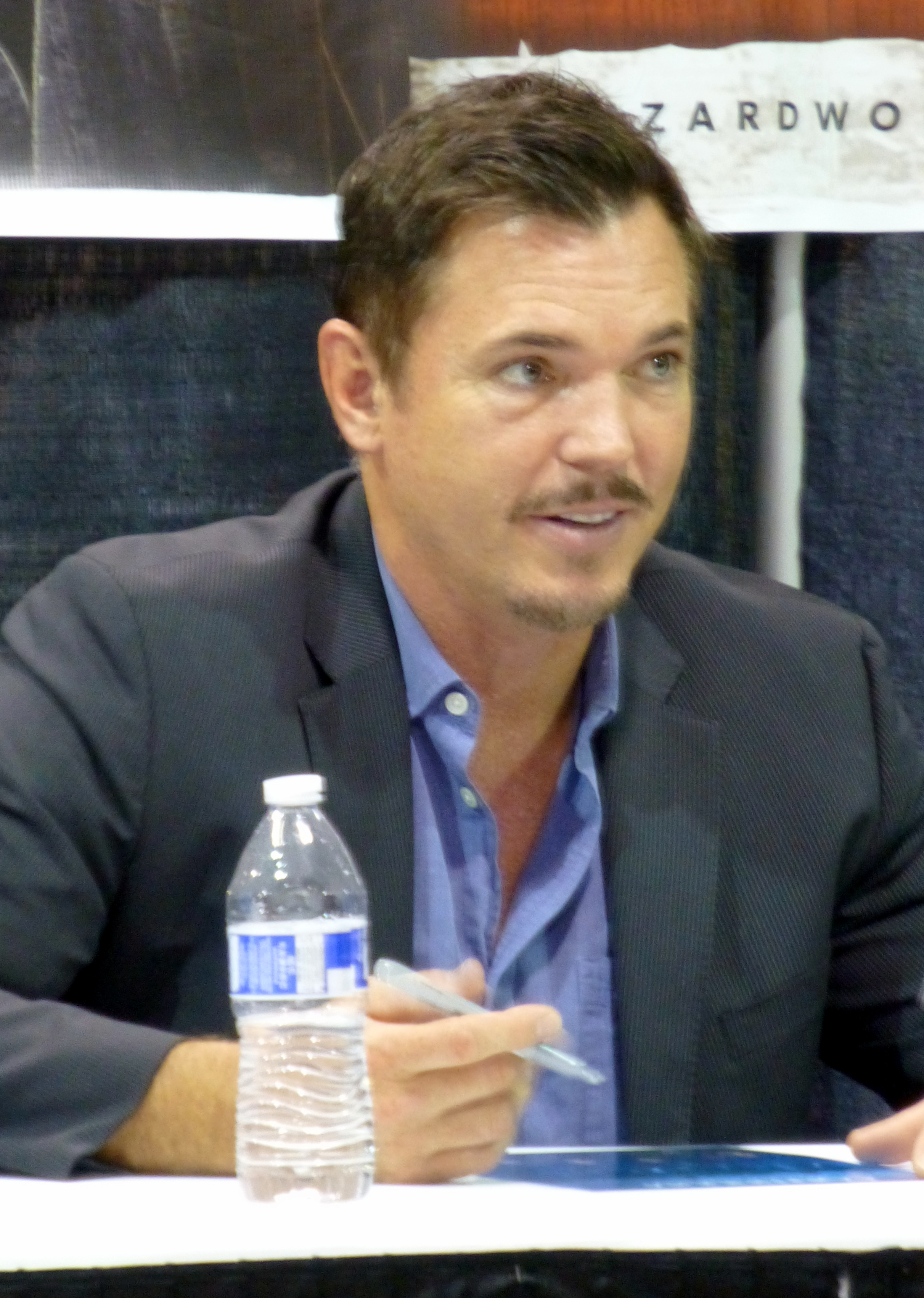

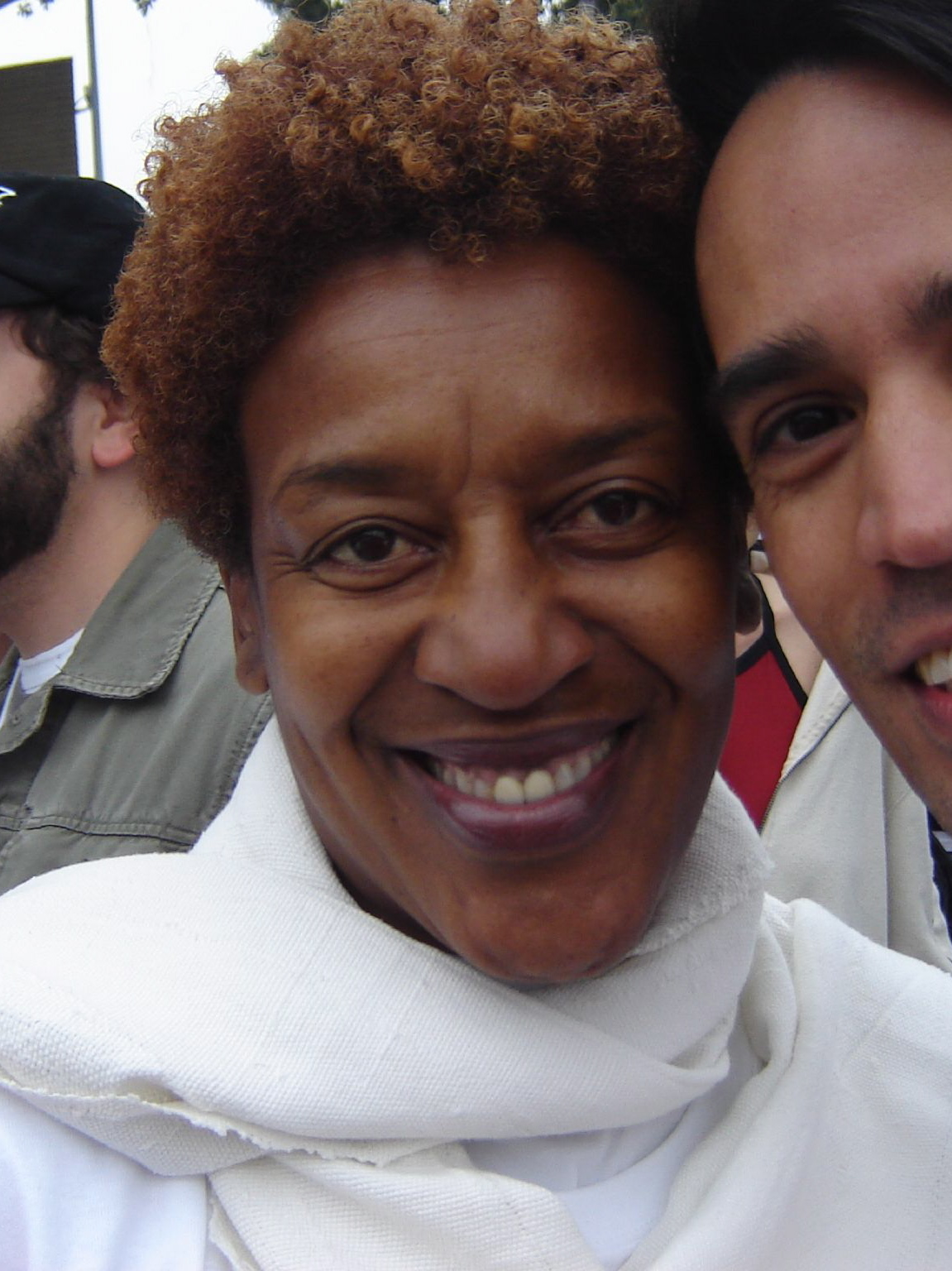

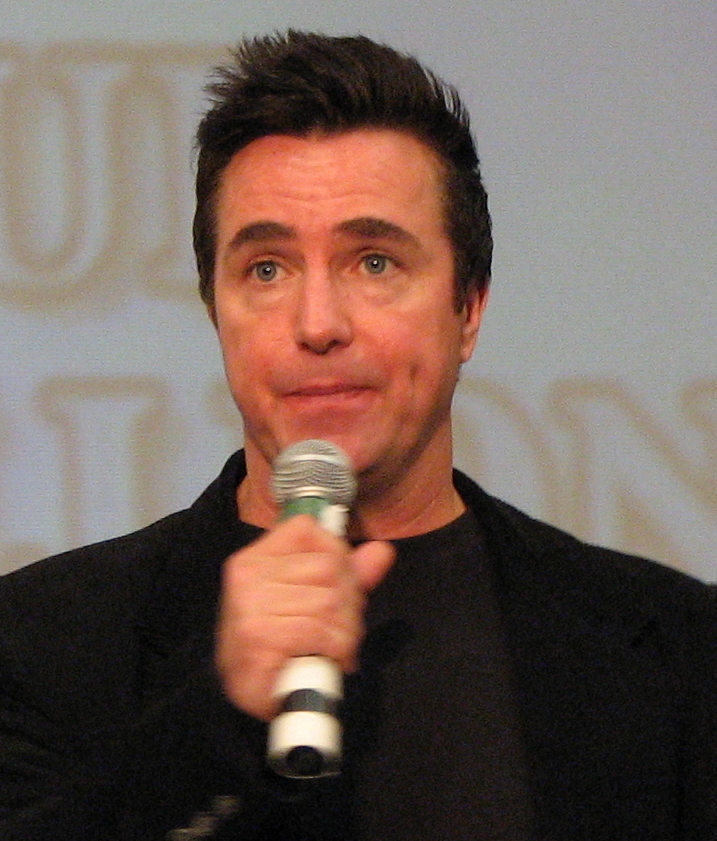

## Цікавий факт
Це 900 000 стаття в українській Вікіпедії

## Зміст
3 червня 1985 року Дуейн Беррі був викрадений прибульцями зі свого будинку в містечку Пуласкі (штат Вірджинія): він заснув під роботу телевізора, коли зображення пропало, а пса налякали фігури за вікном. Беррі прокинувся задихаючись, його обступили дивні фігури, Дуейна світним променем перенесло в НЛО, що завис над будинком.
Через 8 років Беррі став буйним пацієнтом клініки для душевнохворих лікувально-виправного центру Меріон, який відмовляється приймати прописані йому ліки та наполягає на тому, що прибульці повернуться за ним. Доки лікар набирає заспокійливу рідину в шприца, він нападає на охоронця, краде його пістолет, бере в заручники головного лікаря психіатра Геккі, а потім втікає.
Фокс Малдер і Алекс Крайчек викликані на місце захоплення заручників агентом Лусі Каздін, бо Беррі наполягає на тому, що він був викрадений прибульцями. При цьому Каздін повідомляє що Малдера вважають знавцем в таких справах, але історії про прибульців та НЛО вважає байками.
Беррі прагне повернутися до місця свого першого викрадення з доктором Геккі в надії, що коли прибульці повернуться, то заберуть замість нього доктора. Але оскільки Дуейн не може згадати, де ж саме знаходиться місце його викрадення, то він вирушає до бюро подорожей у Річмонді і бере трьох клерків звідти в заручники — разом з доктором Геккі. Малдер телефонує Дуейну та намагається його утримати.
Малдер просить у Скаллі допомоги: необхідно вивчити історію хвороби Беррі та дані про його викрадення. Малдер виступає як переговірник, викликаючи Беррі на діалог про шляхи мирного виходу з тупикової ситуації, щоб заслужити його довіру. Беррі швидко розкушує всі хитрощі Фокса, а Малдер дізнається, що Беррі є колишнім агентом ФБР — він пішов з бюро в 1982 році (його підстрелили з його ж зброї та кинули помирати в лісі). Відбувається відключення електроенергії, що лякає Беррі і змушує його стріляти з пістолета — в результаті поранений один із заручників. Малдер входить всередину приміщення з медиками (перед цим йому до вуха прикріпили мікрорадіоприймач). Беррі відпускає тільки пораненого заручника в обмін на Малдера, який за інструкцією повинен схопити Беррі біля входу в бюро подорожей, так щоб снайпер зміг його зняти. При цьому Беррі повторює про істот, по прибутті яких зупиняється час — та повторює що не вірить Малдеру — Фокс розпитує Дуейна про прибульців; Беррі охоплює жахіття спогадів. Дуейн оповідає що йому прибульці просвердлили променем дірки в зубах і що над дітьми здійснюють болючі досліди.
Скаллі після розмови з Крайчеком прибуває на місце події і пояснює, що під час перестрілки в 1982 році передня частка кори головного мозку у Беррі була пошкоджена. Вона порівнює цей випадок з випадком Фінеаса Ґейджа, у якого після подібного втручання спостерігалося роздвоєння особистості. Дейна впевнена, що поранення зробило Беррі патологічним брехуном і психопатом. Малдер розмовляє з Беррі, який скаржиться на те, що прибульці ставили над ним хворобливі досліди і напхали його тіло пристроями стеження. Скаллі в переговірний пристрій повідомляє Малдеру про свої підозри. Попри вказівки агента Каздін, Малдер говорить, що вірить Дуейну, переконуючи того відпустити ще двох заручників. Однак, коли Малдер запитує Беррі, чи не вигадав чогось він, той приходить в лють. Фокс заманює Беррі до вхідних дверей, кажучи, що він після жінок їх не замкнув — і снайпер його підстрілює. Скаллі підходить до Малдера — він повідомляє, що вірить Дуейну.
Наступного дня Малдер відвідує Беррі в госпіталі; з'являється агентка Каздін, що розповідає про те, що в тілі Дуейна були виявлені металеві імплантати, а в зубах — крихітні дірочки — точнісінько як він і говорив. Малдер віддає один з імплантантів Скаллі, яка досліджує його за допомогою експертів по балістиці. Експерти виявляють на металі мікроскопічний штрих-код (смужки не більше 10 мікронів). Пізніше в супермаркеті Скаллі проводить імплантом перед сканером покупок, який видає дивний серійний номер — і продавчиня не може зупинити апарат. Прийшовши додому, вона відправляє Малдеру голосове повідомлення з припущенням, що Беррі був «занесений в архів» за допомогою цієї мітки.
Дуейн Беррі, що знову втік зі шпиталю, приголомшивши охоронця, вривається в будинок Скаллі і викрадає її.

## Знімались
| Актор                 | Роль              |
| --------------------- | ----------------- |
| Девід Духовни         | Фокс Малдер       |
| Джилліан Андерсон     | Дейна Скаллі      |
| Стів Рейлсбек         | Дуейн Беррі       |
| CCH Паундер           | агент Люсі Каздін |
| Ніколас Ліа           | Алекс Крайчек     |
| Сара Стрейндж         | Кімберлі          |
| Френсіс Чарльз Тернер | Дер Гаккі         |
| Пол Мак-Джилліон      | експерт з металів |

## Принагідно
- Duane Barry